# Szpital w Arles (obrazy Vincenta van Gogha)
Vincent van Gogh podczas pobytu w szpitalu w Arles namalował dwa obrazy olejne z jego widokiem (oba w kwietniu 1889 roku):
- Oddział w szpitalu w Arles (hol. Slaapzaal in het hospitaal, ang: Ward in the Hospital in Arles)[1], nr kat.: F 646, JH 1636).
- Dziedziniec szpitala w Arles (hol. Binnenplaats van het hospitaal, ang: The Courtyard of the Hospital at Arles)[2], nr kat.: F 519, JH 1687).

Van Gogh sporządził również rysunek przedstawiający dziedziniec szpitala w Arles (nr kat.: F 1467, JH 1688).

## Okoliczności powstania
Rozczarowany społecznością paryskich artystów Vincent van Gogh opuścił w połowie lutego 1888 Paryż, aby odnaleźć witalność w słonecznym Arles. Będąc gorącym miłośnikiem sztuki japońskiej miał nadzieję na zorganizowanie w Arles wspólnoty artystycznej, zgodnej z jego wyobrażeniem dotyczącym ideałów Orientu.
We wrześniu 1888 roku przeniósł się do "Żółtego Domu", w którym planował stworzenie kolonii artystycznej. Jako przywódcę tej kolonii widział Paula Gauguina. Przekonał go, by ten przyjechał do Arles i zamieszkał razem z nim. 23 października Gauguin przyjechał do Arles i zamieszkał razem z Van Goghiem w "Żółtym Domu", jednak ich współpraca nie układała się najlepiej.
23 grudnia 1888 roku po gwałtownej sprzeczce z Paulem Gauguinem Vincent van Gogh obciął sobie ucho, w następstwie czego został nazajutrz przyjęty do szpitala Hôtel-Dieu w Arles. Znalazł się tam pod opieką doktora Félixa Reya.
W styczniu 1889 roku, po spędzeniu dwóch tygodni w szpitalu, van Gogh powrócił do swojego domu, wznawiając malowanie obrazów. 7 lutego jednak ponownie znalazł się w szpitalu, po tym, jak przeszedł atak paranoi. W szpitalu spędził dziesięć dni, po czym został wypisany, ale okazało się, iż cierpi na manię prześladowczą. Mieszkańcy Arles zwrócili się z petycją do władz o zamknięcie van Gogha. Pod koniec lutego van Gogh został ponownie hospitalizowany, a "Żółty Dom" został opieczętowany przez policję. O problemach zdrowotnych artysty pisała ówczesna lokalna prasa.
Podczas pobytu w szpitalu Vincent van Gogh namalował dwa obrazy ze szpitalem jako motywem; pierwszy obraz przedstawia szpitalny oddział, a drugi – wewnętrzny dziedziniec. O namalowaniu tych obrazów artysta wspominał w liście do siostry Willeminy, napisanym na przełomie kwietnia i maja 1889 roku:

Tymczasem pracuję i właśnie ukończyłem dwa obrazy szpitala. Pierwszy to oddział, bardzo długi oddział z rzędami łóżek, z białymi zasłonami, z kilkoma postaciami poruszających się pacjentów (...). A następnie, jako pendant, wewnętrzny dziedziniec.

Z listu do brata Theo z 3 maja 1889 roku wynika, że w tym samym czasie wykonał również rysunek szpitala w Arles.
Artysta kontynuował malowanie obrazu przedstawiającego szpitalny oddział, kiedy przebywał na leczeniu w innym szpitalu, Saint-Paul-de-Mausole w Saint-Rémy. Pisał wówczas do siostry:

Pracuję teraz nad oddziałem w szpitalu. (...) Czytałem artykuł o Dostojewskim, który napisał książkę Wspomnienia z domu umarłych i to zachęciło mnie do podjęcia na nowo pracy nad tym dużym studium, które rozpocząłem na oddziale zakaźnym w Arles. Ale malowanie postaci bez modeli jest denerwujące.

## Opis

### Oddział w szpitalu w Arles
Obraz został namalowany z podwyższonego punktu obserwacyjnego, prawdopodobnie z podestu. Przedstawia długi pokój, podzielony białymi zasłonami na mniejsze sekcje, w których znajdują się łóżka pacjentów. Na pierwszym planie widoczny jest wielki, czarny piec, którego stromy, zgięty pod kątem komin wznosi się do stropu, niemal przepoławiając płótno. Wokół pieca zgromadziło się kilku pacjentów, ubranych na szaro lub czarno. Dalej za nimi widoczny jest bardzo długi oddział, wyłożony czerwonymi cegłami, z dwoma rzędami białych łóżek, ściany oddziału są białe, z odcieniem białego bzu lub zieleni, w oknach są różowe i zielone zasłony. W głębi widach dwie postacie zakonnic w czarno-białych strojach. Sufit oddziału jest fioletowy z dużymi belkami. W oddali, na końcu sali widoczne są drzwi i wiszący nad nimi krzyż.
Obraz ten stanowi interesujący przykład „literackiej” wyobraźni van Gogha oddziaływającej na jego twórczość, jest też pewnego rodzaju wartością osiąganą dzięki zasadzie pracy z pamięci i z wyobraźni, zasadzie, której gorącym zwolennikiem był Gauguin, a o której sam Vincent wcześniej sądził, iż może być sposobem na postęp w jego sztuce. Ale coraz częściej stwierdzał, iż z natury odczuwa niechęć do tej metody. Dla niego poczucie bezpośredniości nie było niezgodne z określoną strukturą kolorystyczną, ukazaną na obrazie jako wyrazisty kontrast tonacji ciepłych i chłodnych, stanowiło raczej jej uzupełnienie.

### Dziedziniec szpitala w Arles
Obraz przedstawia wewnętrzny dziedziniec, otoczony galerią białych arkad, na podobieństwo budynków arabskich. Przed galeriami znajduje się stary ogród ze stawem pośrodku, otoczonym ośmioma klombami kwiatowymi z niezapominajkami ciemiernikami, zawilcami, jaskrami, pszonakami, stokrotkami i innymi kwiatami. Pod galerią rosną drzewka pomarańczowe i oleandry. Obraz jest pełen kwiatów i wiosennej zieleni. W narożnikach ogrodu widnieją trzy czarne pnie drzew, a na pierwszym planie cztery duże, ciemne krzaki bukszpanu.

## Szpital dzisiaj

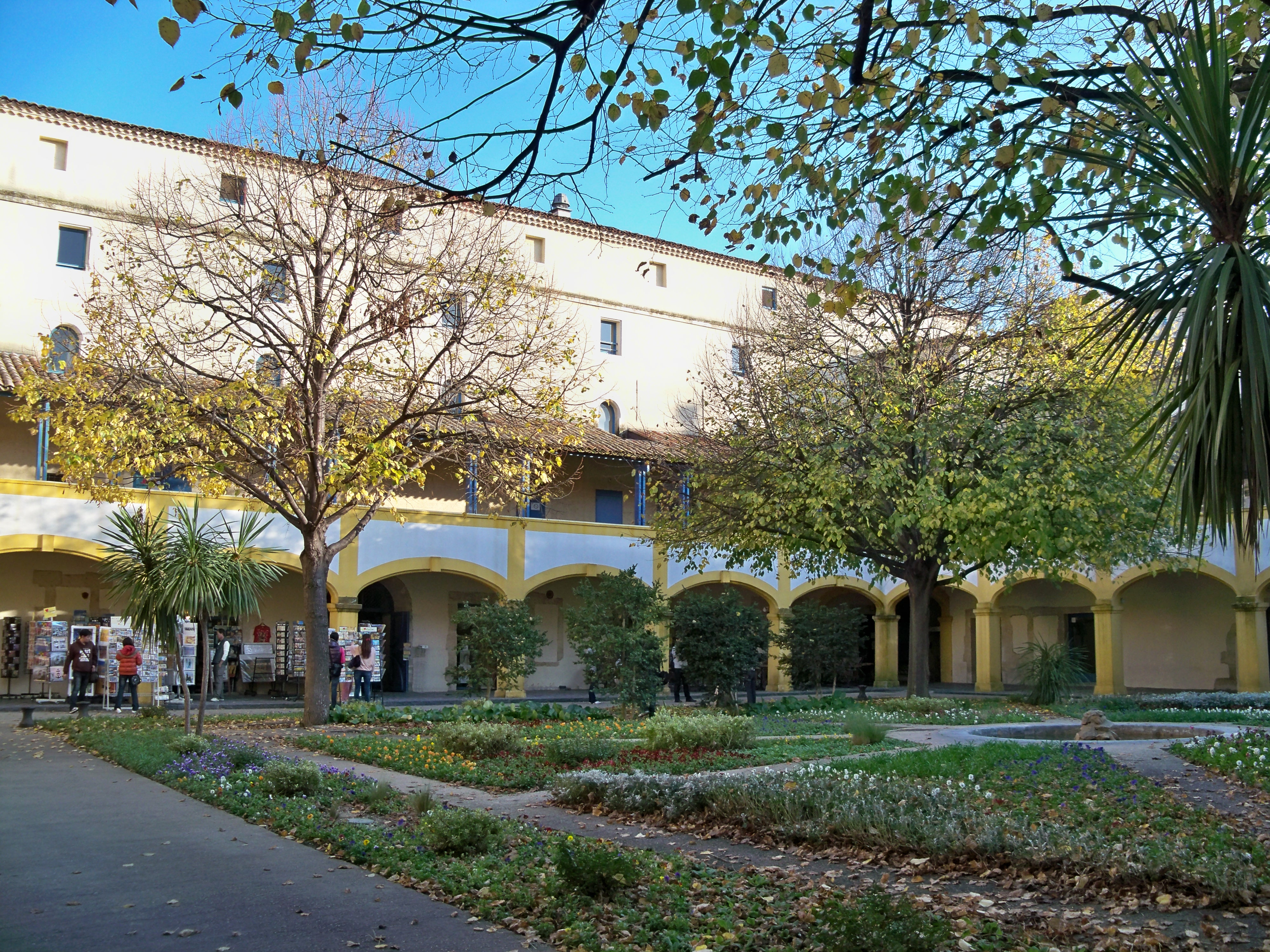
Były szpital w Arles dzisiaj

Szpital Hôtel-Dieu, położony przy placu dra Félixa Reya, został zbudowany na planie czworoboku w XVI i XVII wieku. W 1835 roku nadbudowano trzy skrzydła, aby otworzyć nowe pokoje, potrzebne po poważnej epidemii cholery. Szpital funkcjonował do lat 70. XX w. Obecnie, po modernizacji, mieści się w nim centrum kulturalne Espace Van Gogh.
Dziedziniec wewnętrzny został starannie zrekonstruowany i urządzony na podstawie obrazu van Gogha.